# Fircks (Adelsgeschlecht)

Wappen derer von Fircks

Fircks (lettisch: fon Firksi o. fon Firkss) ist der Name eines alten baltischen Adelsgeschlechts.

## Geschichte
Das Geschlecht erscheint urkundlich erstmals im Jahr 1306 mit dem Ritter Gerhard von Ferckis in Estland, königlich dänischer Vasall der Harrisch-Wierischen Ritterschaft. Die direkte Stammreihe beginnt mit Wolmar Fircks, um 1450 Vasall des Deutschen Ordens in Wierland (Estland).

### Immatrikulationen
Die Immatrikulation bei der I. Klasse der Ritterschaft Kurlands erfolgte am 17. Oktober 1620 für Christofer Fircks, herzoglich kurländischer Burggraf und Ritterbankrichter der Kurländischen Ritterschaft. Die preußische Genehmigung zur Führung des Freiherrntitels wurde am 18. Januar 1844 in Berlin erteilt für den königlich preußischen Major Wilhelm von Fircks. Die russische Anerkennung der Berechtigung zur Führung des Baronstitels für das Gesamtgeschlecht folgte am 1. September 1853. Die Immatrikulation bei der Livländischen Ritterschaft wurde im Jahr 1908 für Ernst Baron von Fircks vorgenommen, Majoratsherr auf Schloss Nurmhusen (Kurland) und Gutsherr auf Majorenhof (Livland).

### Besitze

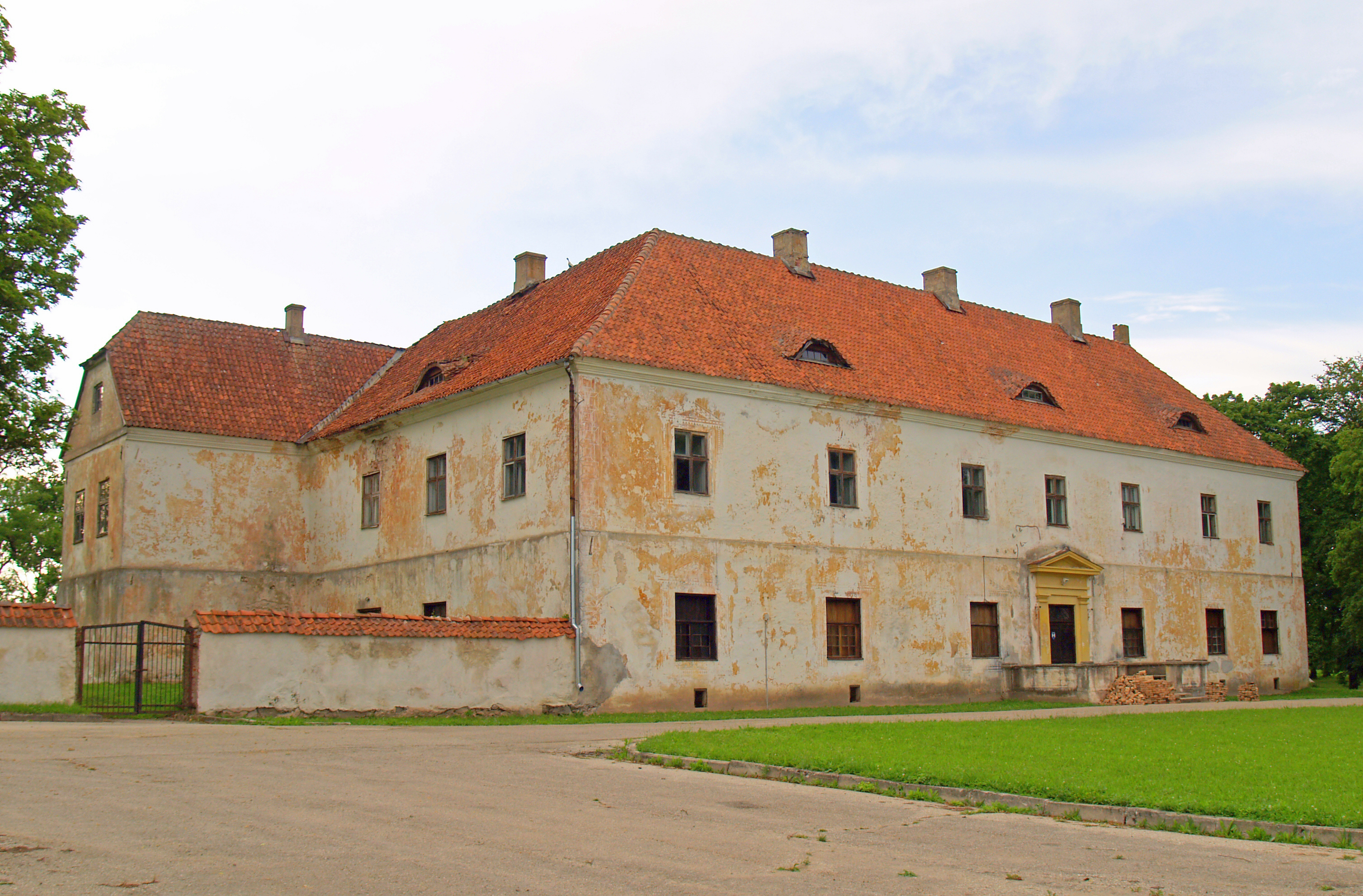
Schloss Nurmhusen

Schloss Nurmhusen mit dem Majoratsgut (von 15.500 ha) gehörte ab 1566 Georg von Fircks und blieb bis zur Enteignung 1920 im Besitz der Barone Fircks. Das Ende des 16. Jahrhunderts vom Deutschen Orden erbaute Schloss ist ein qualitätvoller, original erhaltener Bau. Die von Georg von Fircks 1594 gestiftete spätgotische und 1673–1687 barock ausgestattete Kirche enthält etliche Grabmale der Familie. Der Majorenhof in Riga-Strand war seit dem 17. Jahrhundert in ihrem Besitz.
Friedrich Ewald von Fircks (1733–1802) aus dem Hause Nurmhusen und Sehnjen besaß die Güter Rudbahren, Remessen, Stricken, Kandeln und Stackeldangen, ferner Schloss Hasenpoth und Kalwen aus dem Erbe seiner ersten Gemahlin Eleonore von Behr. Die meisten Besitze wurden durch die Landreform von 1920 enteignet (siehe Liste unten). Pedwahlen im Bezirk Talsi gehörte bis zur Umsiedlung der Deutschen in den Warthegau 1939 Wolfgang von Fircks.
Bis zur Enteignung durch die Landreform 1920 gehörten folgende Güter der Familie von Fircks:

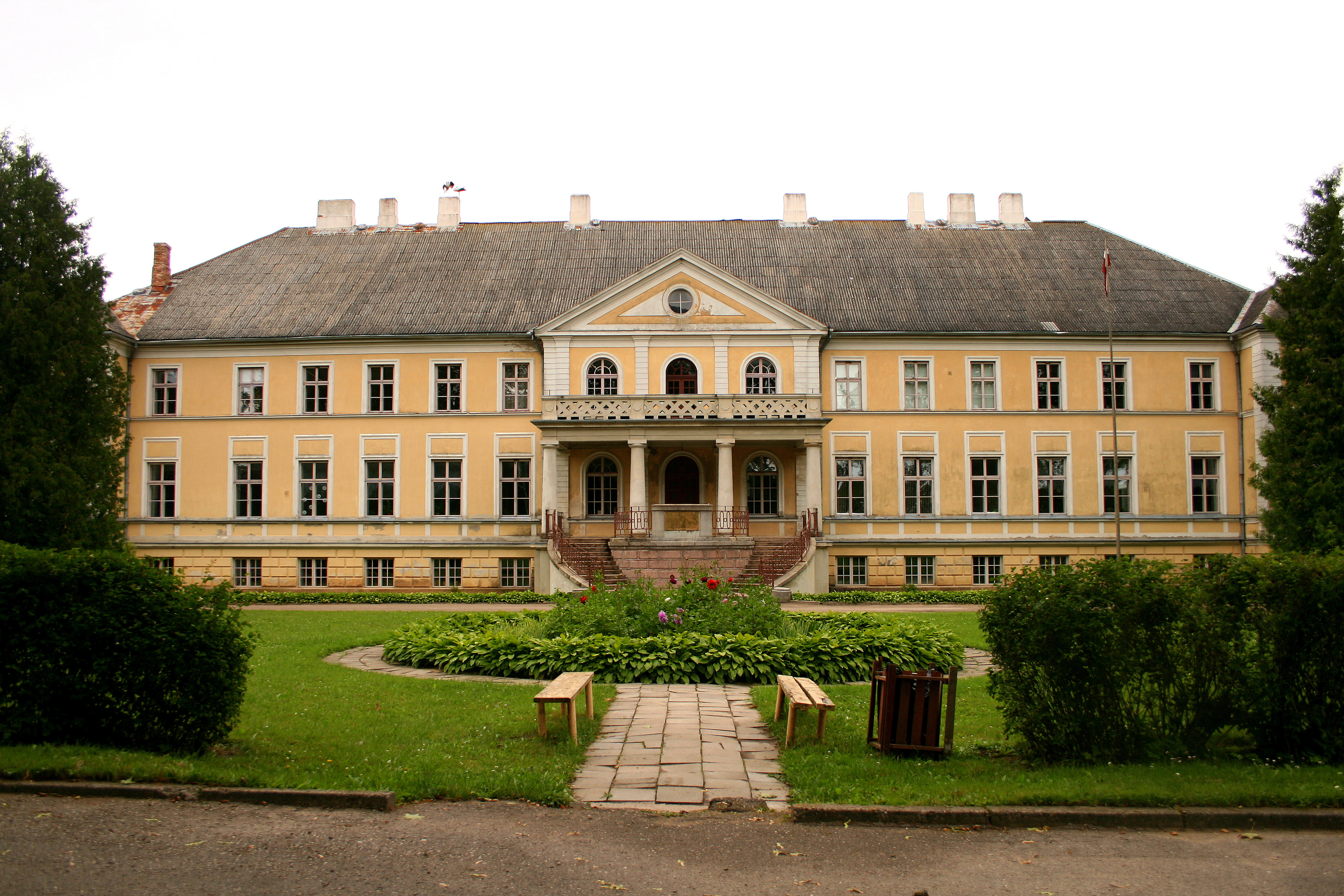
Schloss Rudbahren

- Bächhof (Bikstu pagasts) – 2975 ha
- Bresilgen (Bruzilu) – 1300 ha
- Dubenalken (Dunalka) – 3680 ha
- Fircks-Pedwahlen (Firkspedvāles)— 740 ha
- Kliggenhof (Kliģu) – 875 ha
- Lesten (Lestene) – 5225 ha
- Lieven-Bersen (Līvbērzes pagasts) – 4285 ha
- Nurmhusen (Nurmuiža) – 15 500 ha
- Okten (Okte) – 2080 ha
- Rudbahren (Rudbārži) – 6480 ha
- Samiten (Zemīte) – 3485 ha
- Scheden (Šķēde) – 1860 ha
- Seeksaten (Sieksātes) – 1320 ha
- Stackeldangen (Štakeldanga) – 495 ha
- Strasden (Strazde) – 2870 ha
- Waldegahlen (Valdgale) – 2935 ha
- Warwen (Vārve) – 3380 ha

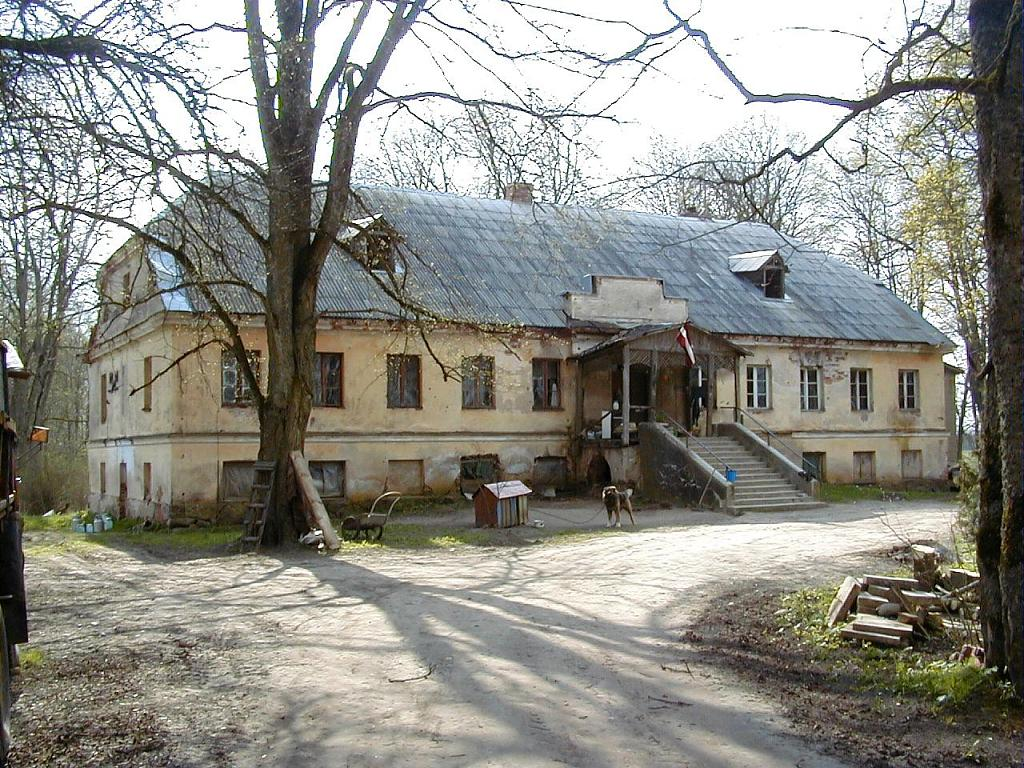
Bächhof
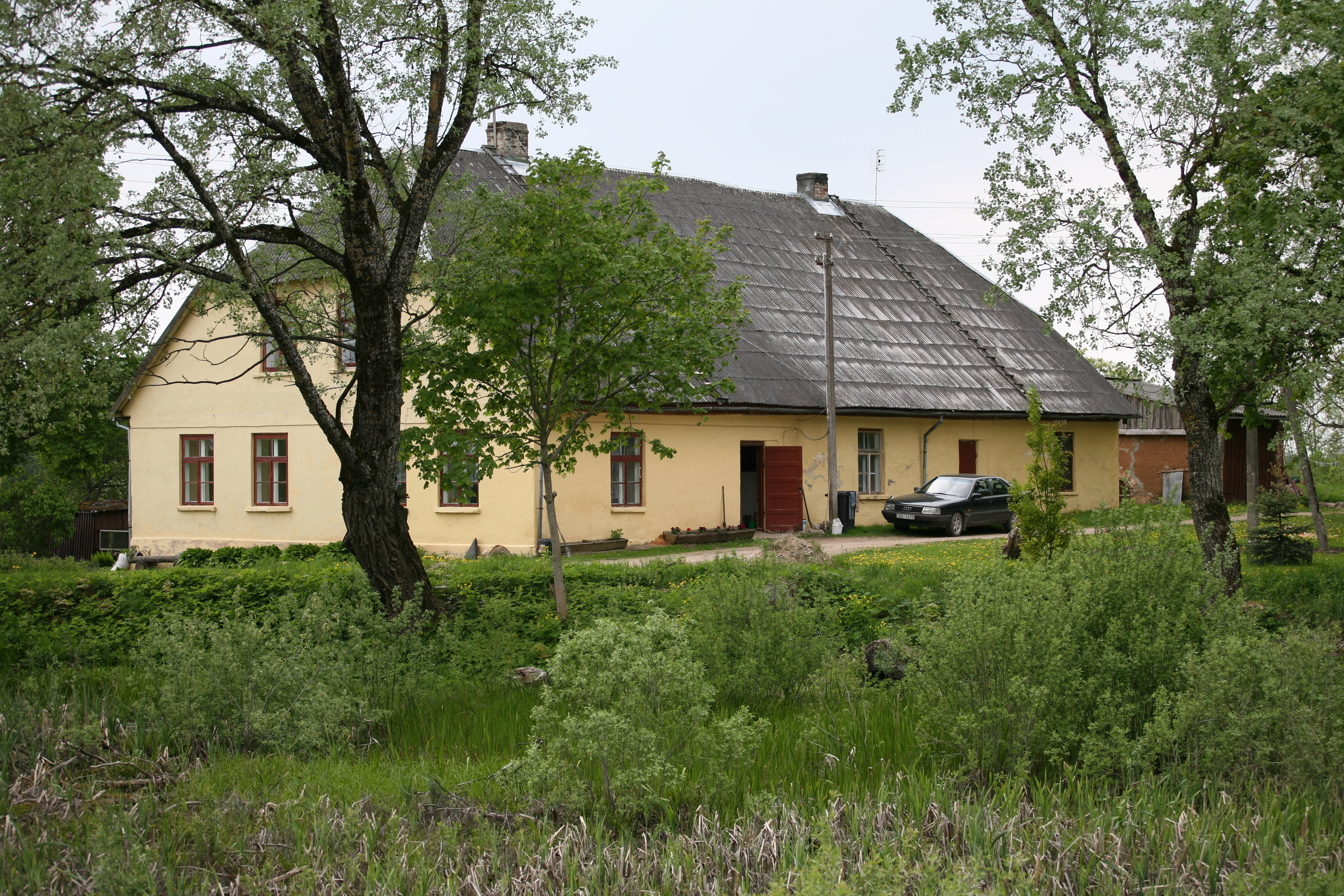
Bresilgen
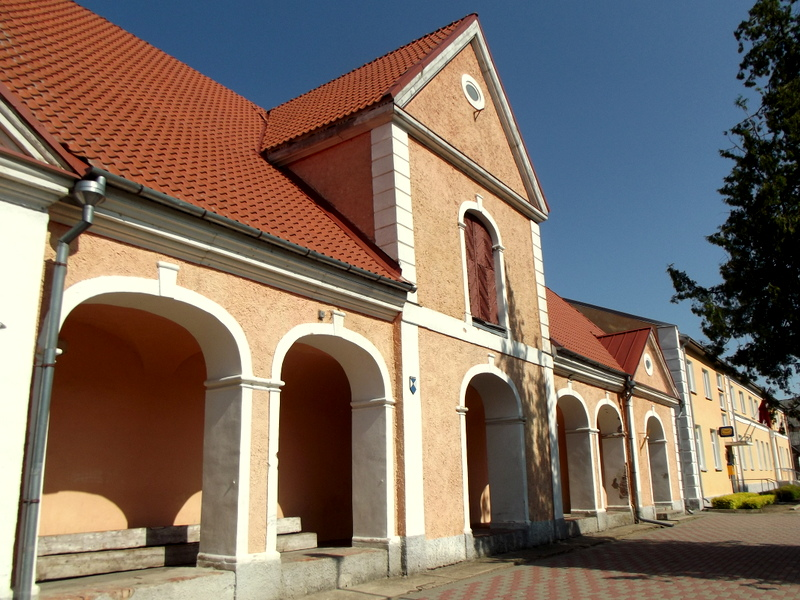
Dubenalken
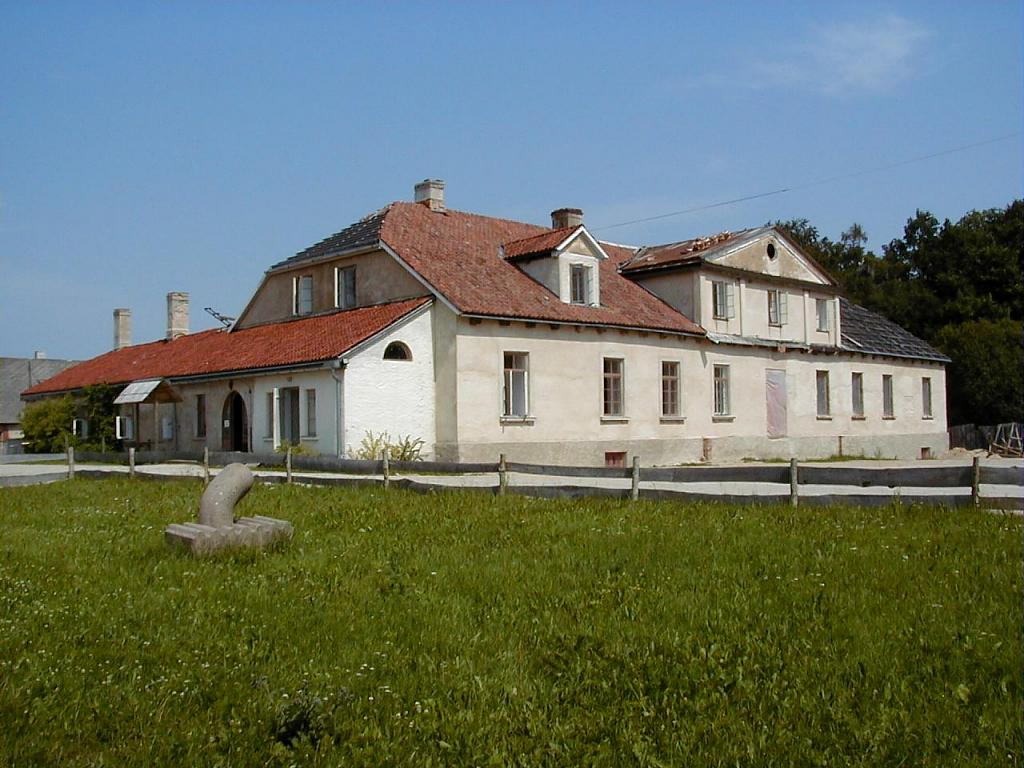
Fircks-Pedwahlen
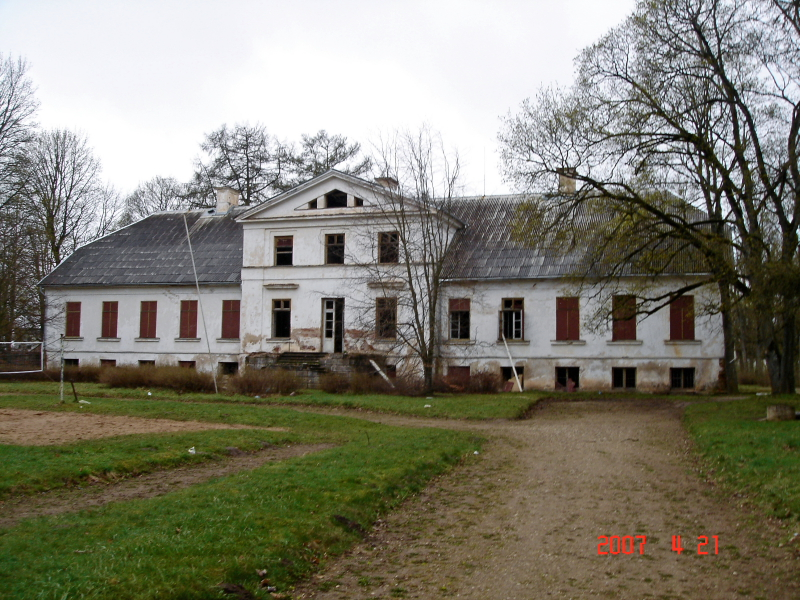
Lesten
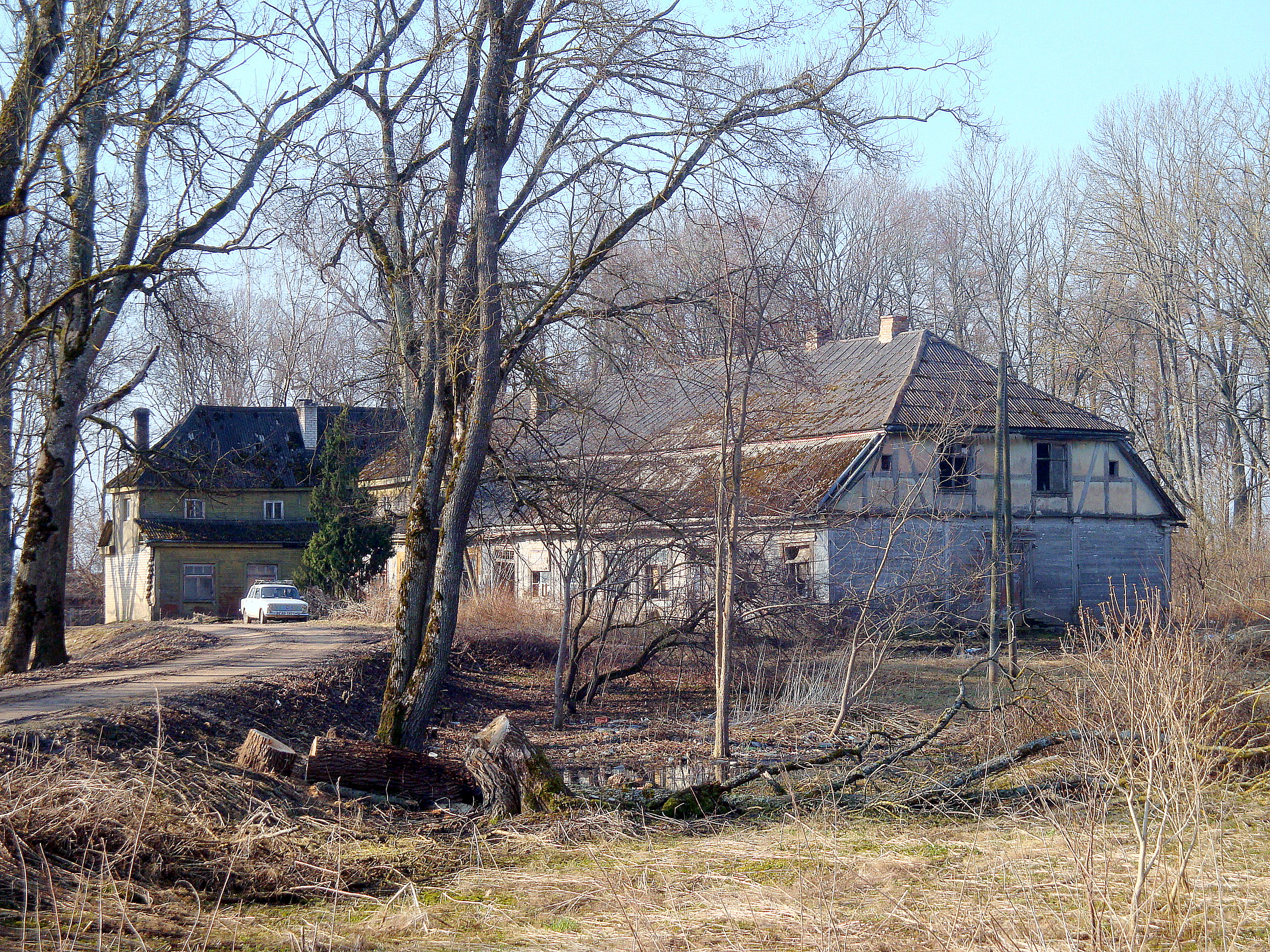
Lieven-Bersen
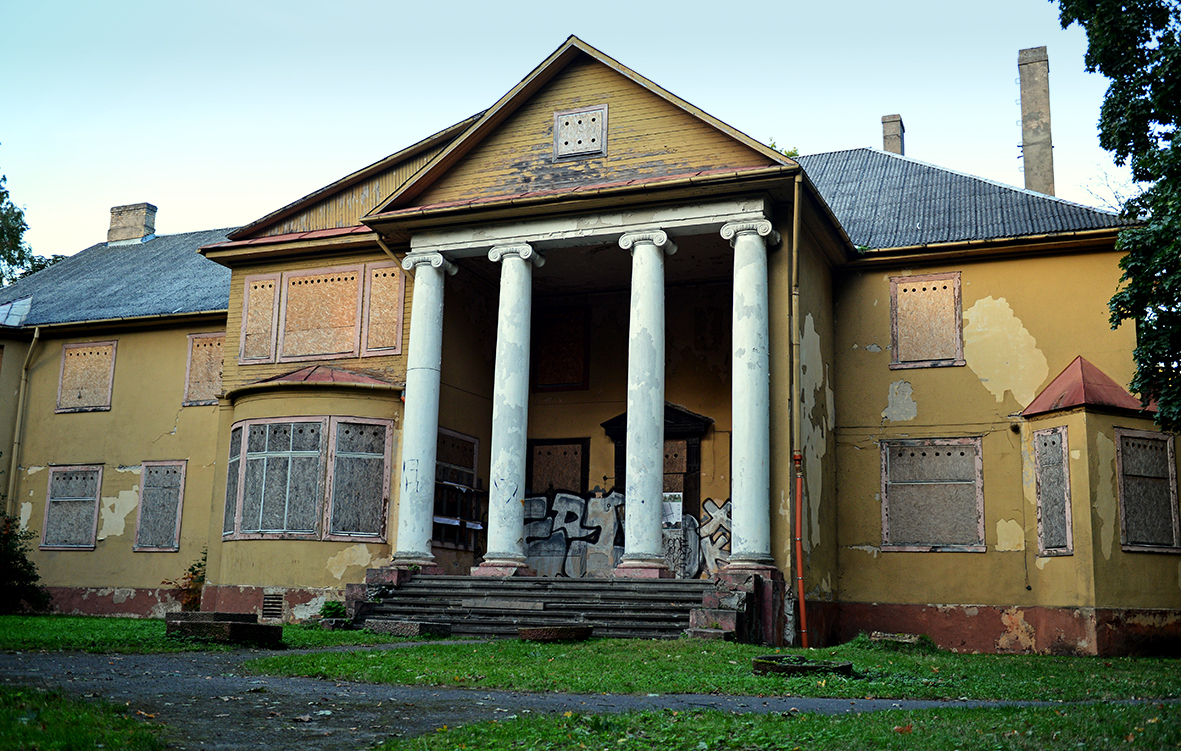
Majorenhof
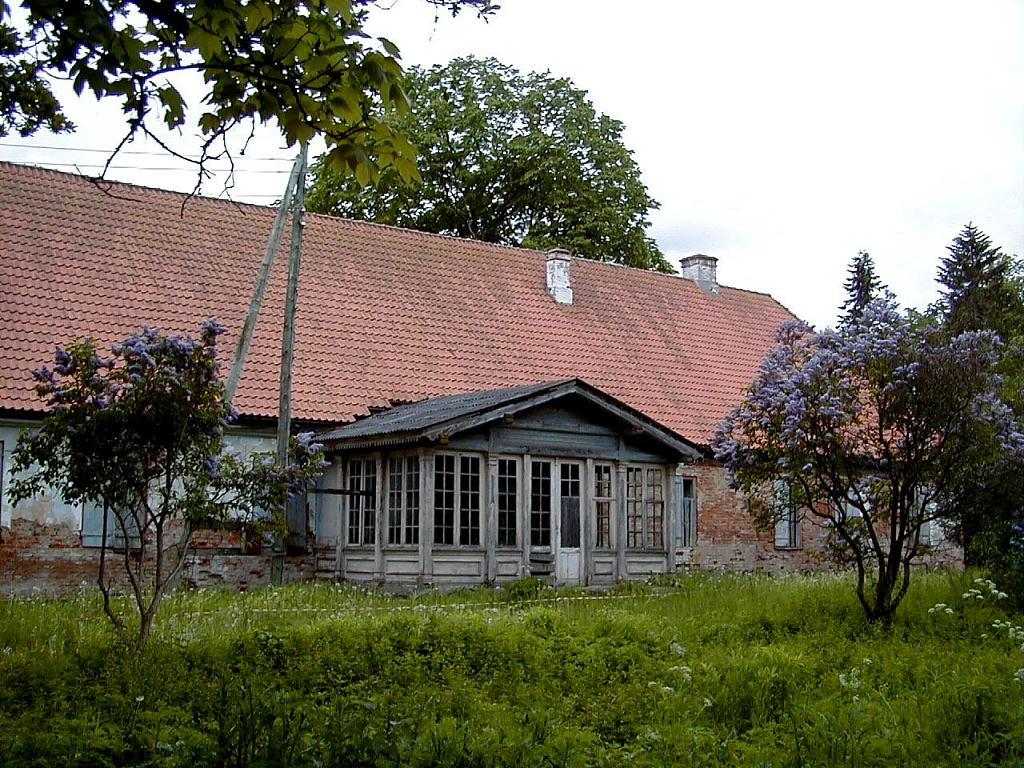
Okten
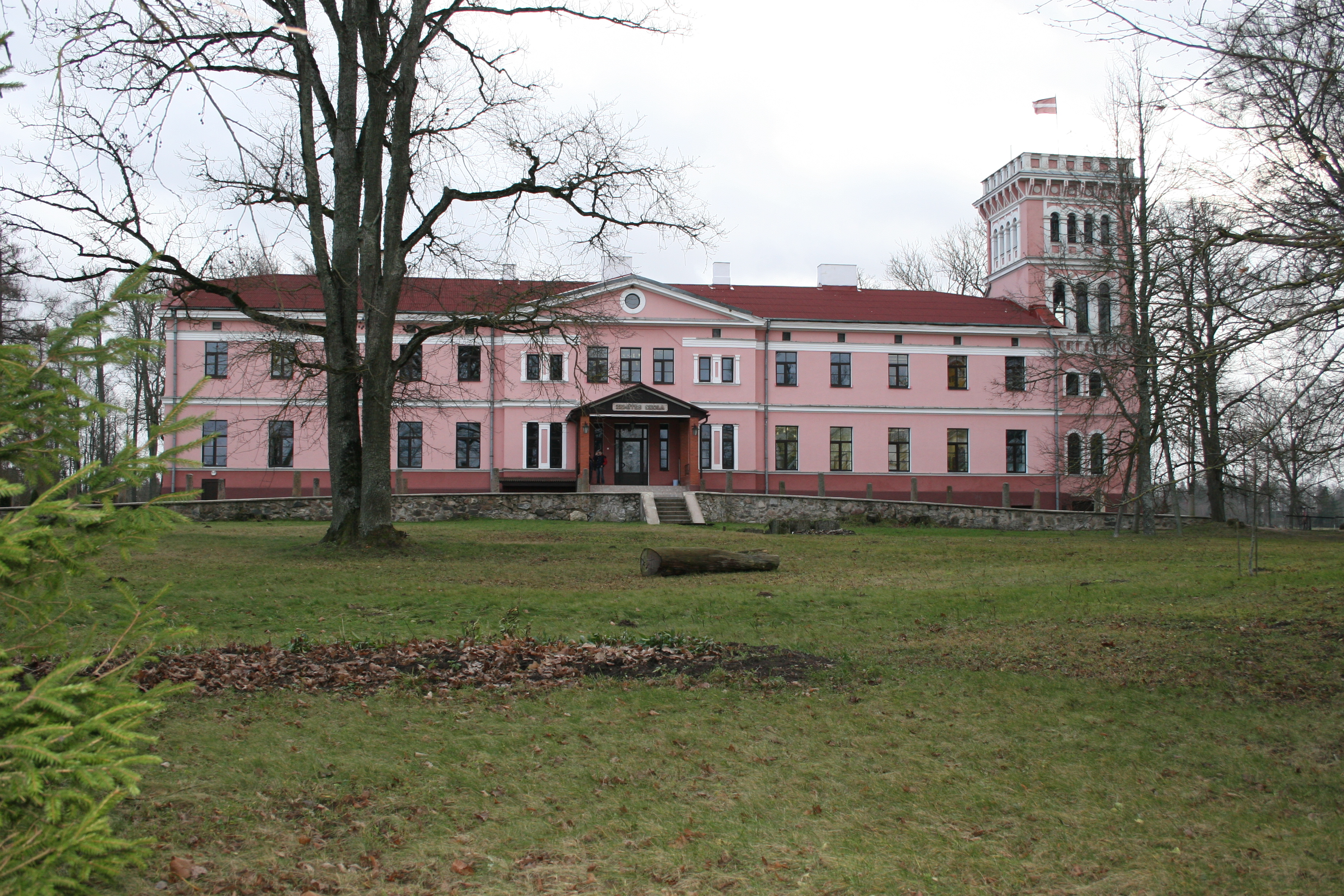
Samiten
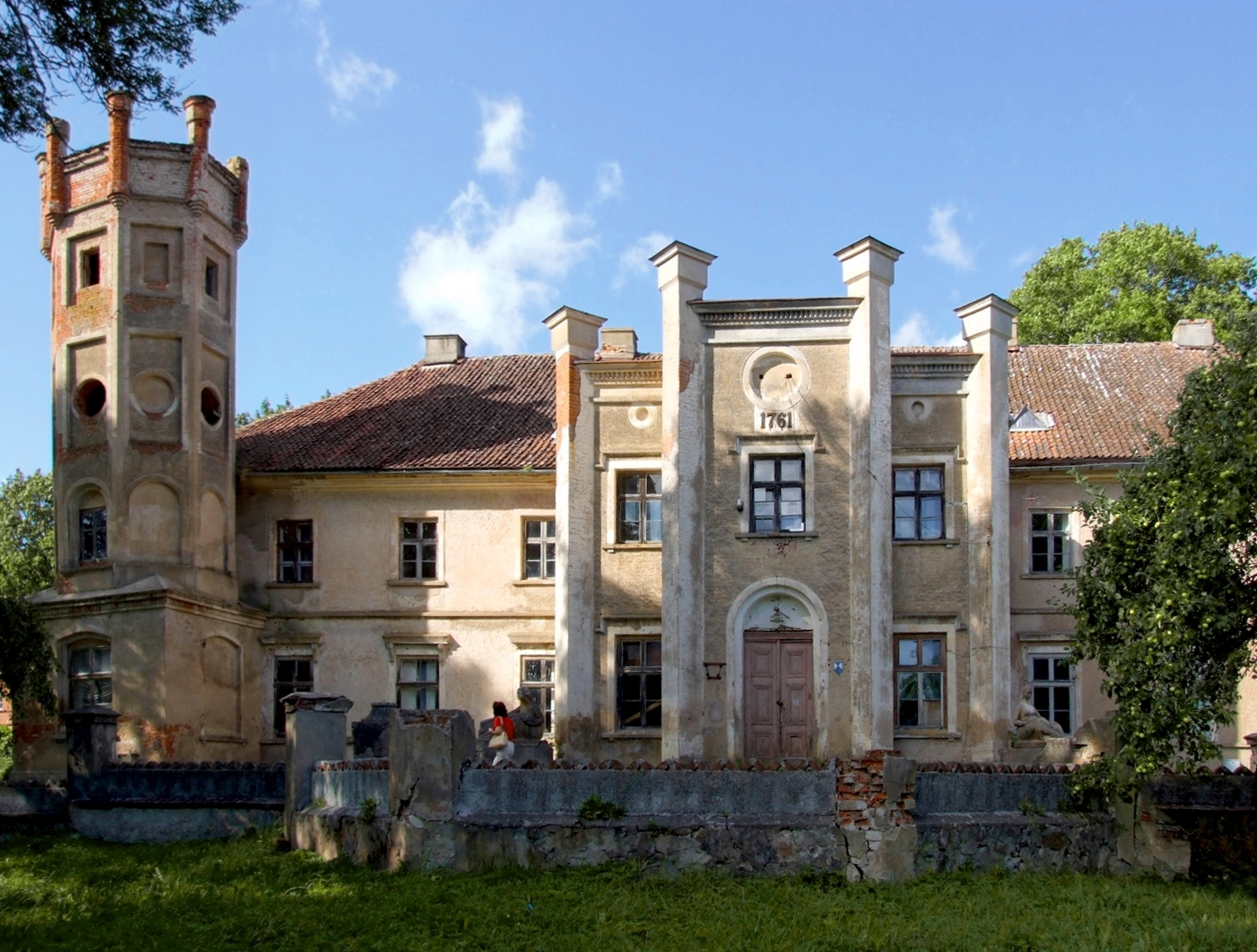
Scheden
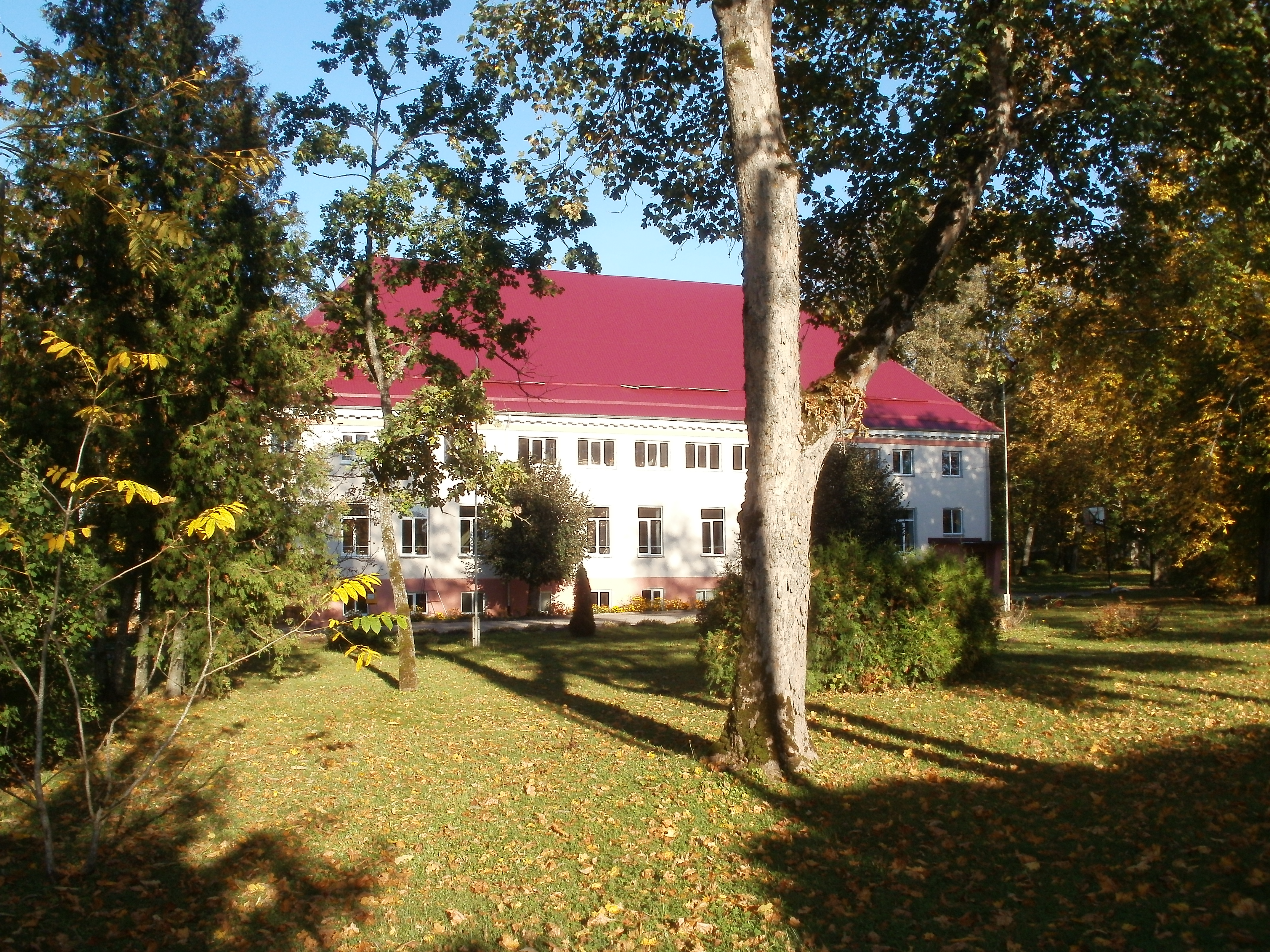
Strasden
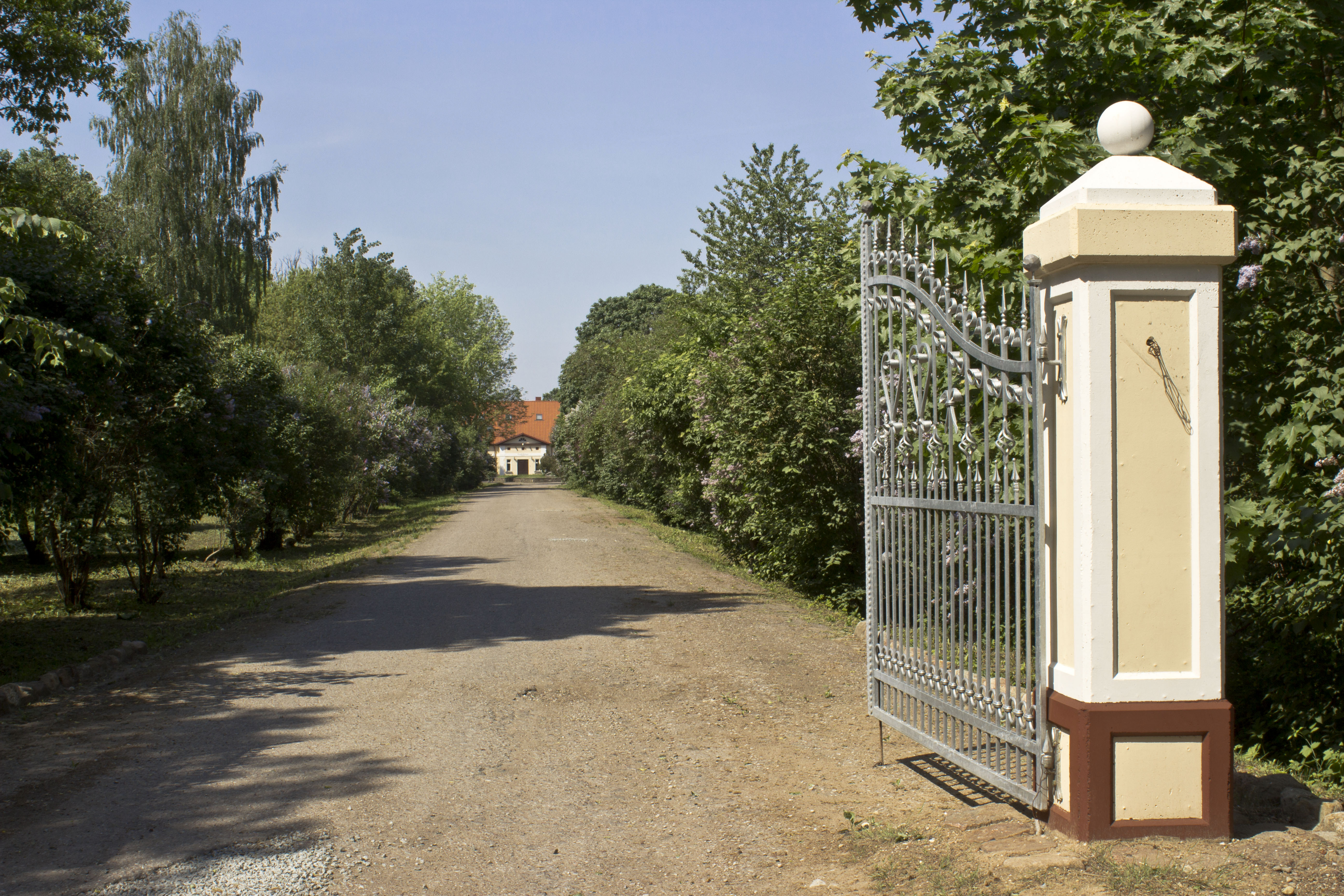
Stackeldangen
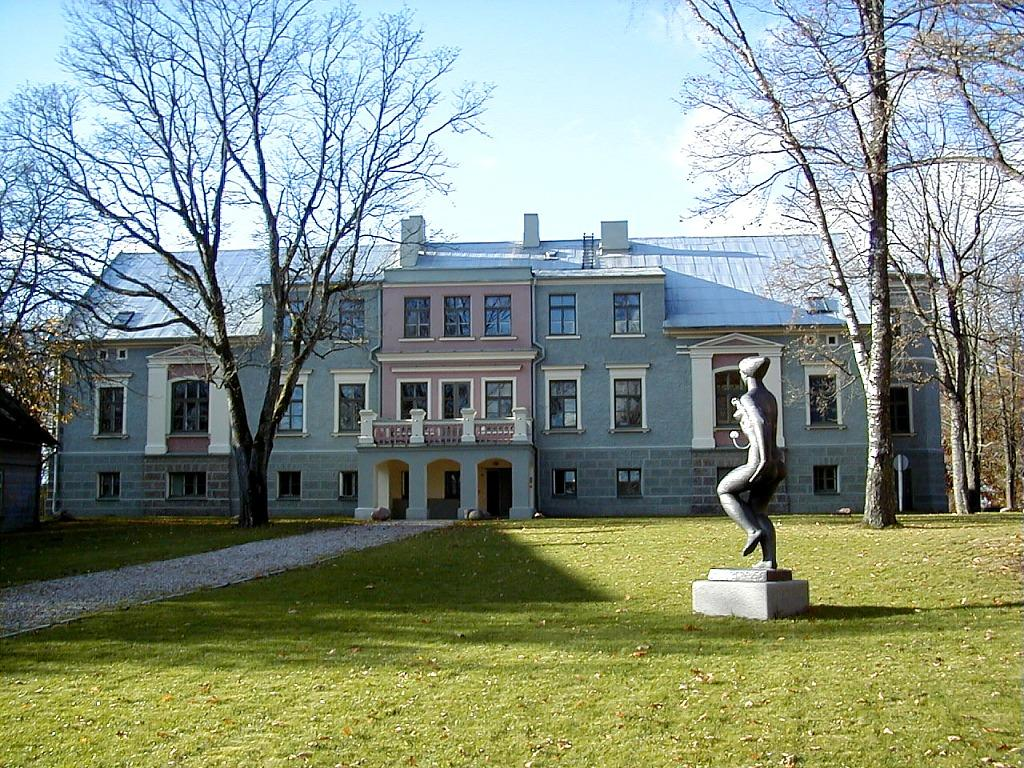
Talsen
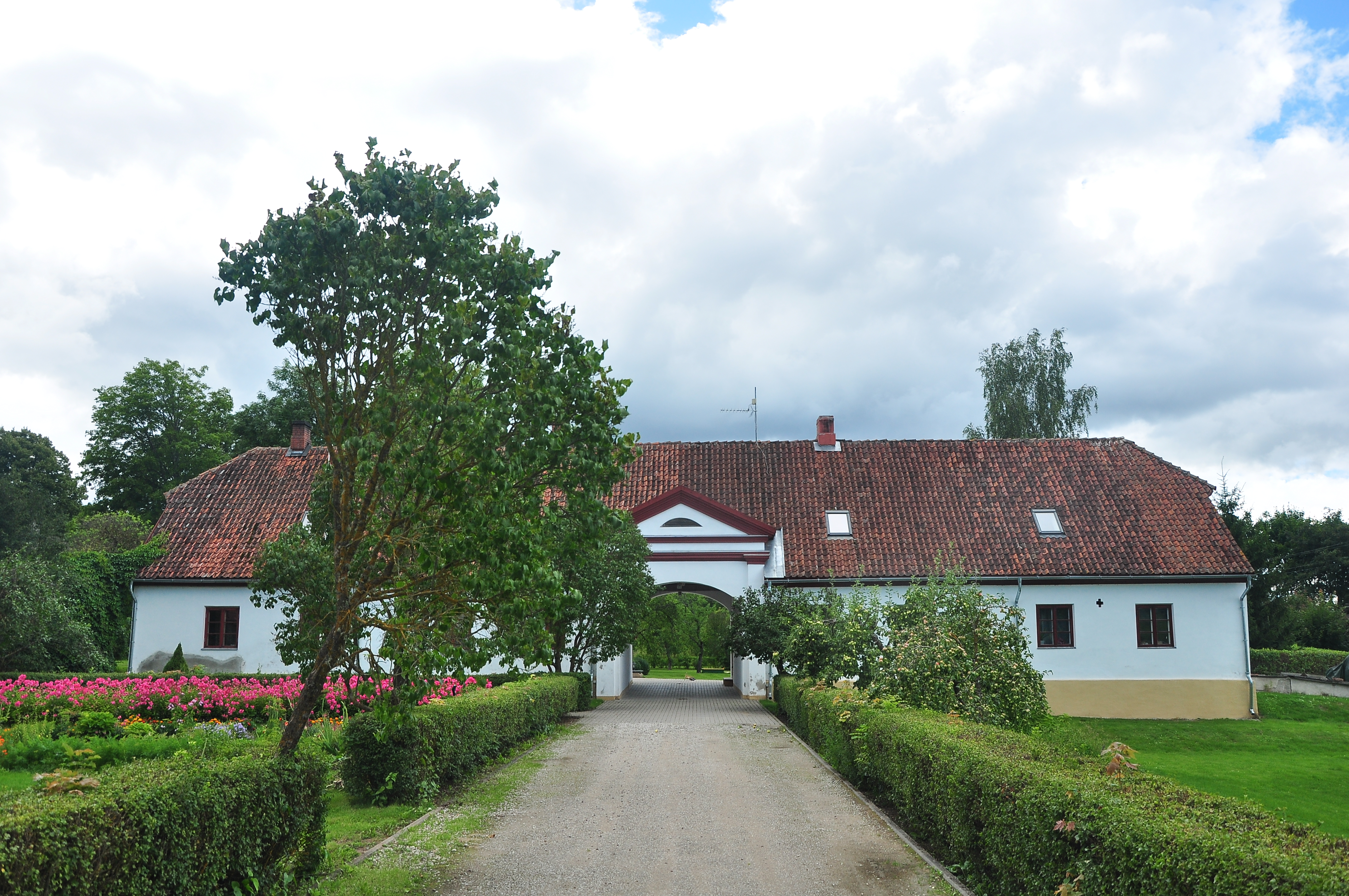
Waldegahlen
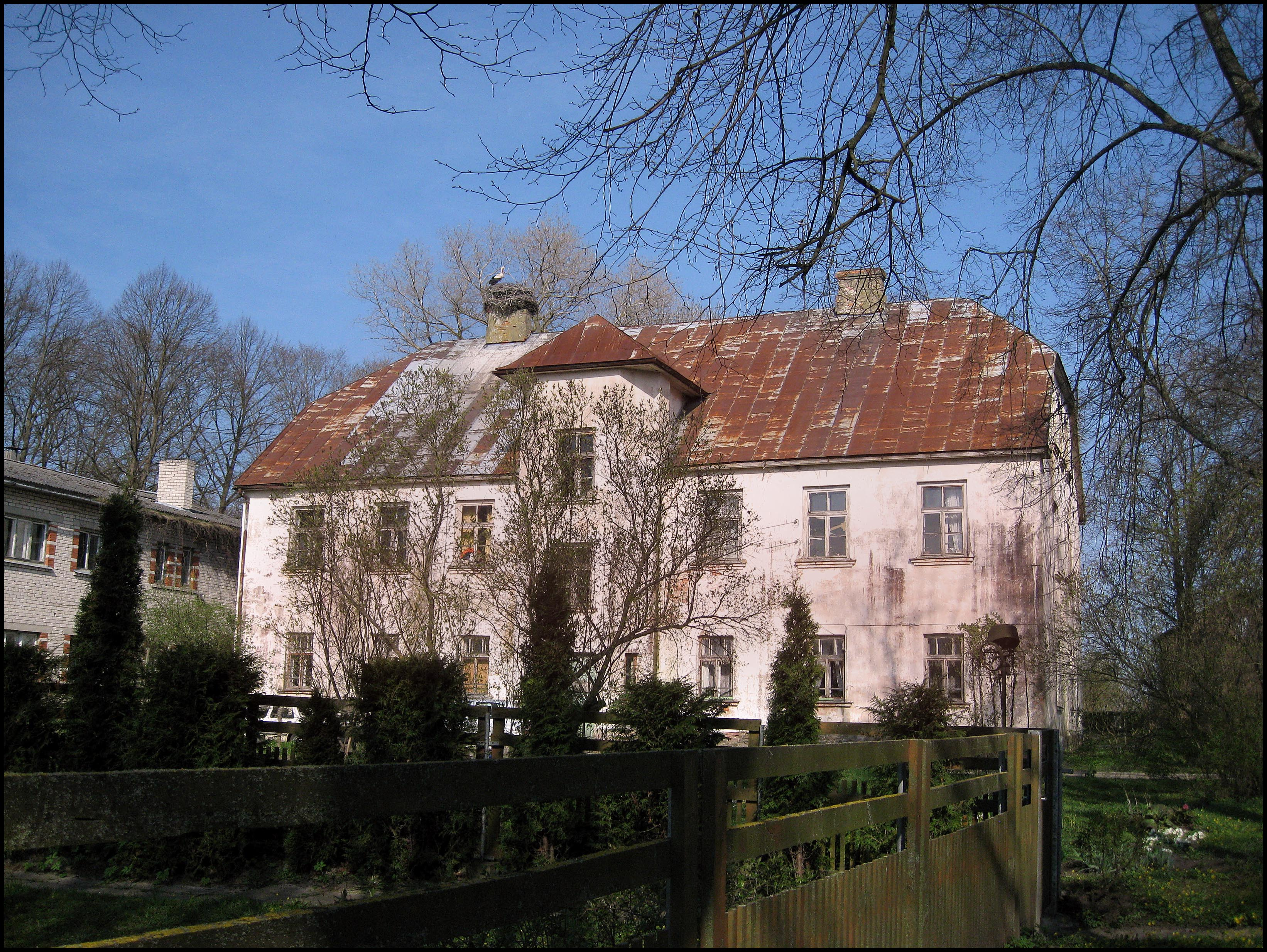
Warwen

## Wappen
Das geteilte Stammwappen zeigt oben in Silber einen schwarzen Adler und ist unten in zwei Reihen zu je fünf Plätzen von Rot und Silber geschacht. Auf dem Helm mit Schwarz-silbernen Decken ein offener schwarzer Flug mit je einem zweireihigen Schachbalken von vier rot und silbernen Plätzen belegt.

## Bekannte Familienmitglieder
- Alexander Baron von Fircks (1817–nach 1878), russischer Korps-General[2]
- Alexander von Fircks (* 1940), ehemaliger Protokollchef Inland der Bundesregierung, Leiter DAA-Protokollakademie Hannover, Fachbuchautor
- Annette Rexrodt von Fircks, Schriftstellerin und Gründerin der gleichnamigen Stiftung
- Arthur von Fircks (1838–1900), Geheimer Regierungsrat im Königlich Preußischen Statistischen Bureau in Berlin
- Friedrich Ewald von Fircks (1733–1802), kurländischer Landrat des Kreises Pilten
- Juliane von Fircks (* 1969), Kunsthistorikerin
- Karl Ferdinand von Fircks (1828–1871), deutsch-baltischer Dichter[3]
- Nikolaus von Fircks (1852–1941), russischer General[4]
- Otto Freiherr von Fircks (1912–1989), deutscher Politiker (CDU), MdB (1969–1976)
- Theodor von Fircks (1812–1872), deutsch-baltischer Ingenieuroffizier und Schriftsteller
- Wilhelm von Fircks (General, 1794) (1794–1862), preußischer Generalmajor
- Wilhelm von Fircks (General, 1840) (1840–1896), preußischer Generalmajor
- Wilhelm von Fircks (Politiker) (1870–1933), deutsch-baltischer Politiker
- Wolf-Dietrich von Fircks-Burgstaller (* 1948), deutscher Jurist, Rektor der Veterinärmedizinischen Universität Wien